# 웡카 (영화)
《웡카》(영어: Wonka)는 2023년 개봉한 뮤지컬 판타지 영화이다. 폴 킹이 감독을 맡았으며, 로알드 달의 소설 《찰리와 초콜릿 공장》의 캐릭터 윌리 웡카의 젊은 시절을 다룬 작품이다. 티모시 샬라메가 윌리 웡카를 연기한다. 이 영화는 《초콜릿 천국》 (1971년), 《찰리와 초콜릿 공장》 (2005년)에 이어 달의 소설을 원작으로 한 세 번째 실사 영화이다.
개발은 2016년 10월 워너 브라더스 픽쳐스가 캐릭터에 대한 권리를 재획득하고 이 영화가 오리진 스토리가 될 것이라고 발표하면서 시작되었다.
'웡카'는 2023년 11월 28일 런던 로열 페스티벌 홀, 사우스뱅크 센터에서 초연되었으며, 워너를 통해 12월 8일 영국, 12월 15일 미국에서 발매되었다. 브라더스 픽쳐스. 비평가들로부터 전반적으로 긍정적인 평가를 받았으며 상업적 성공을 거두었으며 1억 2,500만 달러의 예산 대비 전 세계적으로 6억 3,200만 달러의 수익을 올렸다.

## 줄거리
야심 찬 마술사, 발명가, 초콜릿 제작자인 윌리 웡카는 자신만의 초콜릿 가게를 차리겠다는 꿈을 안고 Galéries Gourmet에 도착한다. 그의 빈약한 저축을 모두 불태운 Wonka는 그녀의 부하 Bleacher에 의해 Scrubitt 부인의 하숙집으로 데려왔고, 고아 Noodle의 작은 글씨에 대한 경고에도 불구하고 문맹인 Wonka는 Scrubbitt의 터무니없는 계약에 서명한다. 그는 사람들을 떠다니게 만드는 초콜릿인 "hoverchocs"를 소개하지만, 라이벌 쇼콜라티는 부패한 경찰청장에게 돈을 받지 않고 판매했다는 이유로 그의 수입을 압수했다.
계약의 엄청난 수수료를 지불할 수 없는 Wonka는 Noodle 및 동료 포로인 Abacus, Piper, Larry 및 Lottie와 함께 Scrubbitt의 세탁소에서 일해야 한다. 초콜릿에 대한 그의 열정이 고인이 된 어머니에게서 비롯된 것임을 밝힌 Wonka는 자신의 창작물이 신비한 작은 오렌지색 남자에 의해 도난 당하고 있다고 믿고 Noodle은 그에게 읽는 방법을 가르치는 데 동의한다. 한편, 슬러그워스와 "초콜릿 카르텔"은 Wonka의 더 좋고 더 저렴한 초콜릿에 위협을 받고 달콤한 이빨을 가진 추장에게 뇌물을 주어 Wonka를 위협한다.
자신의 시그니처 초콜릿을 만들기 위해 Wonka와 Noodle은 기린 Abigail의 젖을 짜기 위해 동물원에 몰래 들어가 Scrubbitt와 Bleacher 사이의 로맨스를 방해 요소로 삼는다. Abacus는 카르텔이 권력을 유지하기 위해 뇌물로 사용되는 비밀 초콜릿 금고를 가지고 있음을 밝힌다. 웡카와 그의 세탁소 동료들은 빚을 탕감하기 위해 초콜릿 판매 캠페인을 벌이고, 도시의 빗물 배수관을 이용해 경찰을 피한다. Wonka의 초콜릿을 훔친 끈질긴 도둑은 Lofty라는 이름의 움파룸파로 가면을 벗고 Wonka가 그의 감시하에 Loompaland에서 가져간 코코아 콩에 대한 보복을 구하지만 Lofty는 탈출한다.
수익금을 사용하여 Wonka와 그의 친구들은 Wonka의 꿈의 초콜릿 가게를 연다. 이제 합법적인 상점이 있어 그를 체포할 수 없게 된 카르텔은 스크루비트에게 의지한다. 스크루비트는 예티 땀으로 Wonka의 초콜릿을 방해한다. Wonka의 고객 사이에 혼란이 뒤따르며 그의 매장이 파괴된다. Wonka는 마을을 떠나는 대가로 모든 사람의 빚을 갚겠다는 카르텔의 제안을 마지 못해 받아들인다. 세탁소 직원은 석방되지만 Slugworth는 Noodle을 무기한 유지하기 위해 Scrubitt에게 비용을 지불한다. Wonka는 Noodle과 Slugworth가 관련이 있다고 추론한 후 그와 Lofty는 카르텔이 보트를 폭발하도록 조작했다는 사실을 깨닫는다. 국수를 구출한 웡카와 그의 친구들은 카르텔의 장부를 얻기 위한 전략을 세운다.
Abigail을 방해물로 삼아 Wonka와 Noodle은 카르텔 본부에 침투했지만 카르텔과 마주하게 된다. Slugworth는 Noodle의 아버지인 그의 형제 Zebedee가 사망한 후 그녀의 어머니 Dorothy에게 Noodle도 죽었다고 말했지만 그녀가 가족 재산을 주장하는 것을 막기 위해 Scrubitt에게 아이를 주었다고 설명한다. 총구에 액체 초콜릿 금고에 갇힌 Wonka와 Noodle은 거의 익사할 뻔했지만 Wonka가 자신의 재료를 카르텔의 초콜릿에 넣고 금고가 가득 차자마자 Lofty가 그들을 구출한다.
그들은 카르텔의 악행을 폭로하고, 이제 Wonka의 독특한 재료와 함께 초콜릿 매장량을 도시 분수대에 방출한다. 대중이 Wonka의 초콜릿을 즐기자 카르텔과 추장은 체포된다. Wonka는 어머니의 마지막 초콜릿 바 포장을 풀다가 다음과 같은 황금 메시지를 발견한다. "비밀은 중요한 것은 초콜릿이 아니라 그것을 공유하는 사람들이라는 것이다." 친구들과 술집을 나누던 Wonka는 Noodle을 자신의 어머니와 재회한다. 그런 다음 Wonka는 Lofty와의 빚을 청산하고 버려진 성을 판매용으로 공개하여 Lofty를 시음 요리사로 삼아 자신의 초콜릿 공장으로 변신한다.
최종 크레딧에는 Scrubitt와 Bleacher가 체포되는 동안 Wonka의 친구들이 행복하게 옛 삶으로 돌아가는 모습이 나와 있다.

## 출연진
- 티모시 샬라메/콜린 오브라이언(아역) - 윌리 웡카 역
- 칼라 레인 - 누들 역
- 키건마이클 키 - 경찰서장 역
- 패터슨 조지프 - 아서 슬러그워스 역
- 맷 루커스 - 제럴드 프로드노즈 역
- 매슈 베인턴 - 필릭스 피클그루버 역
- 샐리 호킨스 - 웡카의 어머니 역
- 로언 앳킨슨 - 줄리어스 신부 역
- 짐 카터 - 애버커스 크런치 역
- 너태샤 로스웰 - 파이퍼 벤즈 역
- 올리비아 콜먼 - 스크러빗 부인 역
- 휴 그랜트 - 로프티 역
- 리치 풀처 - 래리 처클스워스 역
- 라키 사크라 - 로티 벨 역
- 톰 데이비스 - 블리처 역
- 코브나 홀드브룩스미스 - 애퍼블 경관 역
- 사이먼 파너비 - 배질 역
- 샬럿 리치 - 바버라 역
- 엘리 화이트 - 그웨니 역
- 프레이아 파커 - 미스 본본 역
- 소피 윙클먼 - 백작부인 역
- 머리 맥아더 - 선장 역
- 트레이시 이피처 - 도러시 스미스 역
- 이지 서티 - 공급업자 역
- 필 왕 - 콜린 역
- 팀 피츠히검 - 나쁜 선장 역

## 프로덕션

### 진행
2016년 10월, 워너 브라더스 픽처스는 제작자 데이비드 헤이먼과 마이클 시겔로부터 개발 중인 영화와 함께 로알드 달의 사유지로부터 찰리와 초콜릿 공장(1964) 캐릭터 윌리 웡카에 대한 권리를 다시 획득했다.  프로젝트의 발표는 1971년 영화 각색에서 윌리 웡카를 연기한 진 와일더의 사망 이후 두 달도 채 되지 않아 대부분 부정적인 반응을 보였다. 다음 달, 헤이먼은 이 프로젝트가 이 책을 세 번째로 연속적으로 각색한 것은 아니라고 밝혔다. "그들은 꽤 다른 두 편의 영화를 했다. 하지만 그것은 아마도 원작일 수 있다. 우리는 사이먼 리치라는 작가와 함께 작업하는 등 초기 단계에 불과하다." 2018년 2월, 폴 킹이 감독을 맡기 위해 협상 중이라고 발표되었다. 그는 첫 두 편의 영화에 만족했고 "이제는 다른 사람에게 기회를 주어야 할 때"라고 느꼈기 때문에 결국 패딩턴(Paddton) 영화를 완성하지 않기로 결정했다. 그 해, 이 영화가 찰리와 초콜릿 공장의 사건들의 전편이 될 것이라는 것이 밝혀졌다. 킹은 책과 1971년 영화 각색의 팬으로 자랐고 어른이 된 팀 버튼의 2005년 각색을 즐겼다. "원작 이야기가 항상 중요하게 느껴지지 않기 때문에 약간 긴장했고 이것이 그렇게 사랑 받는 재산이라는 것을 알고 있었다."라고 그는 말했다. 킹의 감독 고용과 프로젝트의 제목인 웡카(Wonka)는 2021년 1월에 발표되었다.

### 각본
헤이먼으로부터 감독을 의뢰받은 킹은 달의 책을 다시 보고 싶은 충동을 느꼈고 깜짝 놀랐다. "저는 그것이 또한 놀라운 감정적인 걸작이라는 것을 깨달았다. 저는 그것을 정말로 기대하지 않았다. 아니면 저는 그것이 얼마나 믿을 수 없을 정도로 감동적인지 잊어버렸는지도 모르다. 가엾은 어린 찰리는 매우 고통을 받고 있다. 그리고 여러분은 그를 매우 응원하고 있다. 저는 그것의 마지막에 눈물을 흘리고 있는 제 자신을 발견했다." 연구를 위해 달의 아카이브와 미공개 자료를 살펴보던 중, 킹은 달이 웡카의 뒷이야기를 탐구하는 데 관심을 표명했지만 그것과 함께 나아가지 않았다는 것을 발견했다. 킹은 이 영화가 책과 1971년 영화 각색의 프리퀄이기를 원했기 때문에, 그는 이 이야기의 사건들보다 25년 먼저 설정하기로 결정했다. 그는 1940년대에 이 이야기를 설정하고 유럽의 고전 이야기 책에 경의를 표했다. 그는 달의 유산, 특히 달의 손자인 프로듀서 루크 켈리와 긴밀히 협력했다. 조연 캐릭터를 만들면서, 킹은 달의 다른 이야기들 중 몇 가지에서 영감을 받았다: "초코 카르텔"의 3인조 악당은 달의 판타스틱 미스터 폭스의 보기스, 번스, 빈에서 영감을 받았고, 스크럽트 부인의 캐릭터는 달의 단편 소설 "아가씨"에서 영감을 받았다. 그는 또한 슬러그워스의 초콜릿 카르텔을 "자본주의의 야만적인 기소"로 언급하면서, 각 캐릭터가 탐욕의 다른 측면을 나타내기를 원했지만, 웡카는 관대함을 표어화하고 자신의 공장을 만드는 데 자신의 삶을 바쳤다.킹은 제프 나단슨, 사이먼 리치, 사이먼 스티븐슨의 추가 자료로 패딩턴 2(2017)의 공동 작업자 사이먼 파너비와 함께 각본을 개발했다. 그는 이 영화를 뮤지컬로 생각하지 않고 "노래가 있는 영화"로 간주하면서 옴파 룸파스가 책에서 불렀고 달의 시 사용에 주목했다. 그는 올리버(1968), 카바레(1972), 그를 인용했다.

### 캐스팅
킹이 프로젝트에 참여한 후 티모테 샬라멧과 톰 홀랜드가 타이틀 롤의 선두 주자였다. 도널드 글로버, 라이언 고슬링, 에즈라 밀러가 이전에 그 역할로 고려되었다.폴 킹에 따르면, "우리는 적임자를 찾는 데 열려 있었다. 하지만, 저에게는, 그것은 정말로 적임자의 목록이었다." 킹은 콜 미 바이 유어 네임(2017)과 레이디 버드(2017)에서 찰라멧의 연기에 깊은 인상을 받았다. 킹은 유튜브에서 고등학교 연기를 본 후, 그 배우에게 그의 보컬과 춤 실력을 증명한 오디션이 없는 부분을 제공했다. 찰라멧은 1971년과 2005년 영화 모두의 팬으로 자랐고 와일더와 조니 뎁과 다른 방식으로 그 캐릭터를 묘사하고 싶었다. "그것은 우리 모두가 알고 있는 윌리 웡카의 눈에 기진맥진한 표정의 역이었다. 그 캐릭터가 어떻게 시작되었을까요, 그가 아직 아이처럼 보이지만 약간 망가진 장소에 도착했을까요?" 킹은 찰라멧의 웡카를 "처음으로 이 세상에 온 이민자 부랑자처럼, 밝은 눈과 부랑자처럼, 완전히 순진한 찰리 채플린 캐릭터이다. - 이 아이처럼 놀랍지만 그가 앞으로 25년 동안 발전시킬 길거리에서 똑똑한 사람은 아무도 없다." 찰라멧은 2021년 5월에 공식적으로 캐스팅되었고 그의 출연으로 900만 달러를 받았다
2021년 9월, 키건-마이클 키, 샐리 호킨스, 로완 앳킨슨, 올리비아 콜먼, 짐 카터가 새롭게 합류한 배우들 중 한 명이며, 파너비도 역할을 맡을 예정이라고 발표했다. 1971년과 2005년 영화와 달리, 웡카는 난쟁이 배우들에 의해 묘사된 옴파룸파스가 등장하지 않은 첫 번째 영화이다. 휴 그랜트를 라운티로 캐스팅한 것은 난쟁이 사회의 반발을 불러일으켰다

### 영화화
이너, 마크 에버슨이 영화 편집자, 린디 헤밍이 의상 디자이너로 참여했다. 촬영은 역사적인 라임 레지스와 바스,워너 브라더스 스튜디오, 왓포드의 레프스덴, 및 런던 브로클리의 리볼리 볼룸에서 진행되었다 12월까지 맥가비는 촬영 감독으로 물러났고 정충훈이 그를 대신했다 추가 장면은 12월과 2월에 옥스포드에서 촬영되었다.

### 포스트 프로덕션
그레이엄 페이지(Graham Page)는 시각 효과 슈퍼바이저(visual effects supervisor)를, 도미닉 시돌리(Dominic Sidoli)는 시각 효과 제작자(visual effects producer)를 역임했다. 시각 효과 공급업체에는 프레임스토어(Framestore), 아웃포스트(Opost) VFX, 골드크레스트 VFX 및 호스트 VFX가 포함되어 1,163개 이상의 샷을 제공했다.

## 음악/사운드트랙
디바인 코미디의 리드 싱어인 닐 해넌(Neil Hannon)은 영화의 원곡들을 작곡했고 악보는 조비 탤벗(Joby Talbot)이 작곡했다원곡들과 악보가 있는 사운드트랙은 2023년 12월 8일 워터타워 뮤직(WaterTower Music)에 의해 발매되었다.

## 발매
웡카는 2023년 10월 24일 쇼이스트에서, 11월 19일 해군 지원 활동 햄프턴 로드의 강당에서 특별 상영되었다. 11월 20일, 이 영화는 폴 킹 감독, 데이비드 헤이먼과 알렉산드라 더비셔, 그리고 티모테 샬라메와 휴 그랜트가 참석한 레드카펫과 함께 도쿄에서 특별 시사회를 가졌다. 이 영화는 2023년 11월 28일 런던 사우스뱅크 센터 로열 페스티벌 홀에서 세계 초연되었고, 영국 워너 브라더스 픽처스에 의해 2023년 12월 8일 극장 개봉되었다. 이어 2023년 12월 15일 미국에 이어 기존 극장과 돌비 시네마와 IMAX에서 2023년 3월 17일 개봉될 예정이었다.

## 마케팅
Wonka를 위한 Warner Bros. Pictures for Wonka의 마케팅 캠페인은 2021년 10월 10일 Chalamet이 Willy Wonka의 의상을 입은 자신의 사진을 공유하면서 시작되었다. 이 이미지는 Chalamet의 인스타그램에 1971년 영화의 유명한 와일더 대사를 언급한 자막과 함께 게시되었는데, 이는 1895년 오스카 와일드의 연극진지함의 중요성에서 인용한 것이다. 가디언지는 이 이미지가 온라인에서 엇갈린 반응을 보였다고 언급했다.
2022년 4월 26일, Warner Bros. Pictures가 CinemaCon에서 발표하는 동안 Chalamet이 Willy Wonka로 나오는 장면이 공유되었다. 또한 1971년 영화의 노래 "Pure Imagination"을 공연했다.Deadline은 예고편을 설명했다: "20세기 초에 관해서는 환상적인 짐승들을 생각하지만, 훨씬 더 재미있다." 이듬해 이 컨벤션에서 Warner Bros는 Wonka의 티저 예고편을 상영했는데, 이 예고편은 Grant를 옴파룸파로 처음 본 것으로 제이슨 아쿠냐(Jason Acuna)를 포함한 왜소주의 배우들의 비판을 불러일으켰다. IndieWire는 Wonka가 "첫 번째 예고편에서 그가 만들어내는 초콜릿처럼, 그것은 당신을 날아오르게 할 것이다."라고 말한 것처럼 Chalamet의 변신을 칭찬했다. 예고편은 2023년 7월 11일 티저 포스터와 함께 대중에게 공개되었다.이 영화는 2023년 11월 23일 제97회 메이시스 추수감사절 퍼레이드에서 "Wonka의 맛있는 맛있는 선택 가능한 세계"라는 플로트 형태로 홍보되기도 했다. 2023년 11월 27일, IHOP는 영화를 홍보하기 위해 Wonka 메뉴를 선보였다.

## 반응

### 개봉 현황
2024년 3월 29일 현재 Wonka는 미국과 캐나다에서 2억 1840만 달러, 기타 지역에서 4억 1390만 달러를 벌어들여 전 세계에서 총 6억 3230만 달러를 벌어들였다.[4][5]
미국 극장 개봉 일주일 전, Wonka는 37개국에서 4320만 달러의 수입을 올렸다. 가장 많은 수입을 올린 나라는 영국과 아일랜드 공화국 (1,110만 달러), 멕시코 (520만 달러), 스페인 (440만 달러), 독일 (360만 달러), 이탈리아 (340만 달러), 중국 (330만 달러), 일본 (310만 달러), 브라질 (200만 달러)이었다.
미국과 캐나다에서 원카는 개봉 주말 4,150개 극장에서 약 4,000만 달러의 수익을 올릴 것으로 예상되었다. 이 영화는 목요일 밤 시사회에서 350만 달러를 포함하여 개봉 첫날 1,440만 달러의 수익을 올렸다. 이 영화는 3,900만 달러로 데뷔하여 코로나 이후 팬데믹 시대에 박스오피스 1위를 차지한 최초의 실사 뮤지컬이 되었다. 두 번째 주말에 1,880만 달러(그리고 크리스마스 기간 4일 동안 총 2,840만 달러)의 수익을 올리며 신예 아쿠아맨과 로스트 킹덤에 이어 2위를 차지했다. 이 영화는 세 번째 주말에 전 주말보다 33% 증가한 2,400만 달러의 수익을 올리며 박스오피스 1위를 차지했다. 웡카는 세 번째 주말보다 36% 감소한 1,410만 달러의 수익을 올리며 네 번째 주말에 박스오피스 1위를 지켰다.

### 주요 반응
리뷰 애그리게이터 웹사이트인 Rotten Tomatoes에서, 320명의 비평가들의 82%가 긍정적이고, 평균 평점은 7.2/10이다. 웹사이트의 합의문에는 "폴 킹 감독이 지휘봉을 잡고 몇몇 탄탄한 신곡들이 준비되어 있는 가운데, 따뜻한 구식의 웡카는 고전적인 캐릭터에 적절하게 달콤한 스핀을 주면서도 원작의 어두운 색조들에 대한 약간의 공간을 남긴다."라고 쓰여 있다. 가중 평균을 사용하는 메타크리틱은 64명의 비평가들을 바탕으로, 이 영화에 100점 만점에 66점을 부여하여, "대체로 호의적인" 리뷰를 나타냈다. 시네마스코어에 의해 조사된 관객들은 이 영화에 A+에서 F까지의 점수를 준 반면, 포스트트랙에 의해 조사된 관객들은 이 영화에 85%의 전반적인 긍정적인 점수를 주었고, 64%는 분명히 이 영화를 추천할 것이라고 말했다.
로튼 토마토(Rotten Tomatoes)는 소셜 미디어에서의 초기 반응이 대부분 긍정적인 것으로 나타났으며, 일부 평론가들은 대본을 비판하고 다른 평론가들은 샬라멧의 연기와 영화의 프레젠테이션을 칭찬했다. 웹사이트에 따르면 비평가들은 이 영화가 "이전 버전에서 발견된 가장자리 일부를 잃더라도 기억하기 쉬운 음악과 놀라운 제작 디자인으로 온 가족을 위한 어리석고 재미있는" 영화라고 생각했다. BBC는 많은 비평가들이 이 영화를 패딩턴(Paddington) 영화에 격조 있게 비유했으며, "몇 번의 극찬하는 리뷰"에도 불구하고 일부는 웡카(Wonka)가 "이전 버전의 어두운 요소가 부족하다"고 느꼈다고 보도했다. 샬라멧의 연기는 그의 노래로 칭찬과 비판을 동시에 받았고, 일부는 그를 잘못 캐스팅했다고 간주했다.
별 다섯 개 중 다섯 개의 리뷰에서 가디언지의 피터 브래드쇼는 이 영화가 "훌륭하고, 상상력이 풍부하고, 상냥하고 재미있다"고 썼다. 브래드쇼는 찰라멧의 연기를 높이 평가하여 이전의 캐릭터 각색보다 더 나은 점을 발견했지만, 영화는 "젊은 시절 그에게 무슨 일이 일어났는지 설명하지 않고, 그를 다소 모호하고 심지어 달리안 잔인함이 있는 사악한 어른으로 변화시키기 위해" 가능한 속편에서 "우리의 젊은 영웅을 시들게 하는 어떤 일이 발생하는지"에 대해 궁금해한다.
버라이어티의 오웬 글라이버먼은 "웡카는 수십 년 만에 가장 네모난 대규모 할리우드 뮤지컬일 수도 있다"며 "재미있고, 감동적이며, 흠잡을 데 없이 무대에 올려졌고, 입이 떡 벌어질 정도로 구식의 뮤지컬 전편"이라고 썼지만, "아이들을 위해 샌딩을 조금만 덜 했다면 훨씬 더 큰 히트를 쳤을 수도 있다"고 썼다.타임의 스테파니 자카렉은 "웡카는 "원대한 느낌이지만 다소 밋밋해 보이는 세트"와 "꿈과 경이로움과 우정의 중요성을 강조하는 뮤지컬 넘버들로" "하나의 뮤지컬에 대한 풍부한 느낌-굿리즘"이지만, "조용하고, 스릴 넘치는 감각을 제외한 모든 것을 우리에게 준다"고 썼다.
좀 더 부정적인 리뷰에서 할리우드 리포터의 데이비드 루니는 윌리 웡카의 캐릭터가 "역겹도록 달콤하고 절망적인 트위"와 "많은 재능 있는 배우들이 잘못 사용되거나 낭비되고 있다"는 것을 발견했다. 뉴욕 포스트의 조니 올렉신스키도 "이 원작에서 시청자가 윌리 웡카가 누구인지에 대한 더 깊은 이해와 함께 떠나지 않는 것은 유감"이며 "가장 흥미로운 부분이나 겹겹이 쌓인 캐릭터가 없는 것은 소설을 잊을 때 웡카가 가장 즐겁다"고 강조했다.

## 수상/후보 내역
| Award                           | Date of ceremony  | Category                                              | Nominee(s) | Result | Ref. |
| ------------------------------- | ----------------- | ----------------------------------------------------- | ---------- | ------ | ---- |
| Astra Film and Creative Awards  | February 26, 2024 | Best Publicity Campaign                               | 후보       | [ 73 ] |      |
| BAFTA Film Awards               | February 18, 2024 | Outstanding British Film                              | 후보       | [ 74 ] |      |
| Critics' Choice Movie Awards    | January 14, 2024  | Best Young Actor/Actress                              | 후보       | [ 75 ] |      |
| Critics' Choice Movie Awards    | January 14, 2024  | Best Costume Design                                   | 후보       | [ 75 ] |      |
| Golden Globe Awards             | January 7, 2024   | Best Actor – Motion Picture Musical or Comedy         | 후보       | [ 76 ] |      |
| Hollywood Music in Media Awards | November 15, 2023 | Original Song — Sci-Fi/Fantasy Film                   | 후보       | [ 77 ] |      |
| Hollywood Music in Media Awards | November 15, 2023 | Original Song — Sci-Fi/Fantasy Film                   | 후보       | [ 77 ] |      |
| Hollywood Music in Media Awards | November 15, 2023 | Best Song – Onscreen Performance (Film)               | 후보       | [ 77 ] |      |
| Hollywood Music in Media Awards | November 15, 2023 | Music Themed Film, Biopic, or Musical                 | 후보       | [ 77 ] |      |
| People's Choice Awards          | February 18, 2024 | The Comedy Movie of Year                              | 후보       | [ 78 ] |      |
| People's Choice Awards          | February 18, 2024 | The Male Movie Star of the Year                       | 후보       | [ 78 ] |      |
| People's Choice Awards          | February 18, 2024 | The Comedy Movie Star of the Year                     | 후보       | [ 78 ] |      |
| Visual Effects Society Awards   | February 21, 2024 | Outstanding Animated Character in a Photoreal Feature | 후보       | [ 79 ] |      |

## 시청 방법
현재 해당 영화는 TV 유료 시청 단계이다.
넷플릭스 웨이브 엑스박스 기타 등등 영화와 계약한 프로그램에서 유료로 시청이 가능하다.
원본(돌비시네마) + 자막(다양한 언어) + 더빙(다양한 언어) + HDR4KULTRAHDBluray 기타 등등 다양한 서비스를 지원한다.
영화 기획(완료) -> 영화 촬영(완료) -> 영화 상영(완료) -> 대기(완료) -> 계약 시작(완료) -> TV 유료 시청(진행) -> TV 무료 시청(시작) -> TV 계약 종료(시작) -> 완전 무료화(시작) -> 저작권 기간 종료(시작)